# هریت جاسوس (فیلم)
هریت جاسوس (به انگلیسی: Harriet the Spy) فیلمی محصول سال ۱۹۹۶ و به کارگردانی برونون هیوز است. در این فیلم بازیگرانی همچون میشل تراکتنبرگ، روزی اودانل، گرگوری اسمیت، ونسا لی چستر، جین اسمیت-کمرون، رابرت جوی، ارتا کیت، شارلوت سالیوان و داو تیفنباک ایفای نقش کرده‌اند.